# Dryobotodes bang-haasi
Dryobotodes bang-haasi là một loài bướm đêm trong họ Noctuidae.